# Nieheim
Nieheim is een stad en gemeente in de Duitse deelstaat Noordrijn-Westfalen, gelegen in de Kreis Höxter. De stad staat ook wel bekend als het "heilklimatischer Kurort Nieheim" (klimaat-kuuroord Nieheim). De gemeente Nieheim telt 6.026 inwoners (31 december 2020) op een oppervlakte van 79,79 km². Naburige steden zijn Marienmünster, Brakel, Bad Driburg, Steinheim en Schieder-Schwalenberg.

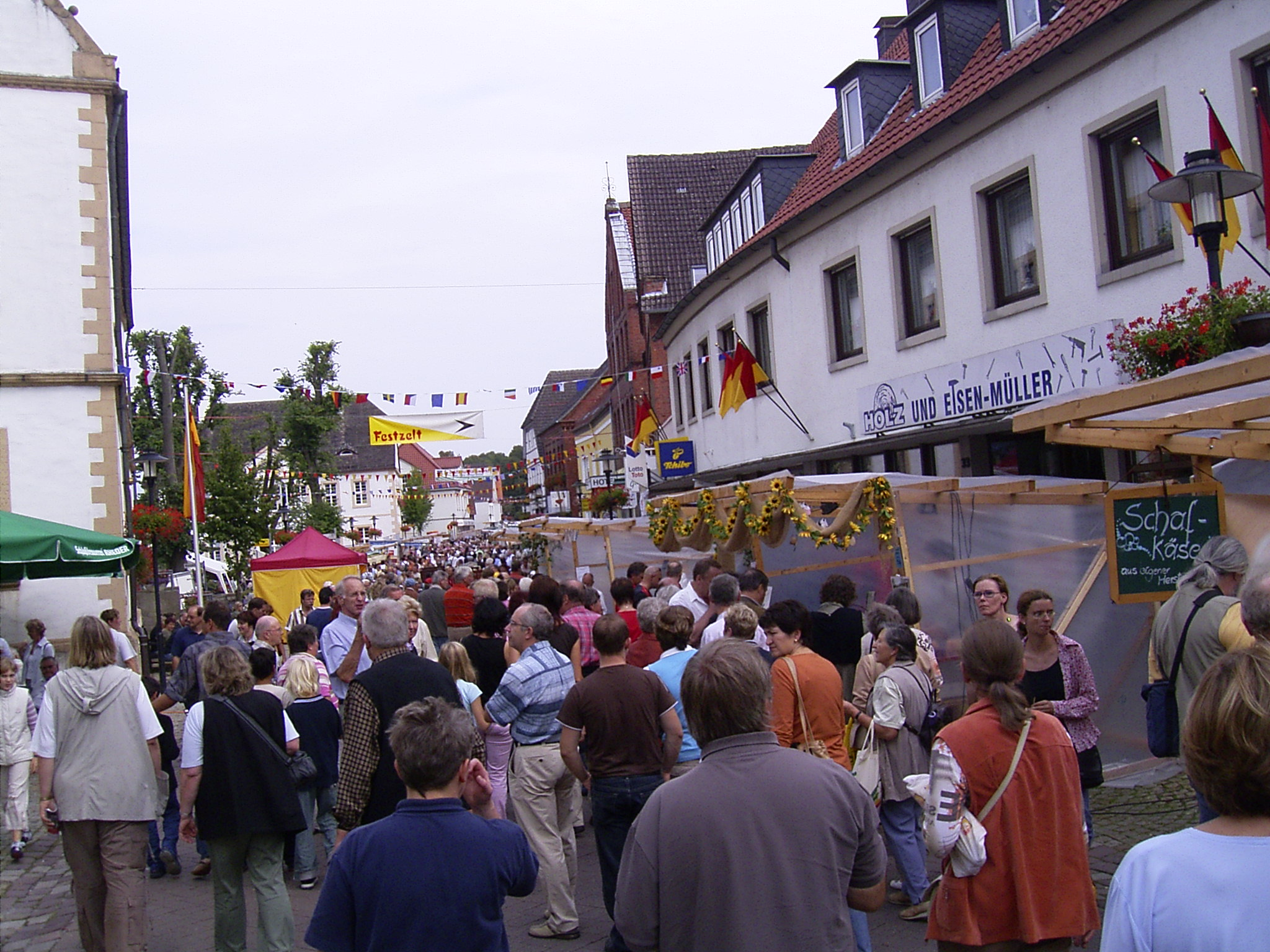
Kaasmarkt in Nieheim (2006)

Sedert 1998 vindt er om de twee jaar een grote, internationale kaasmarkt plaats in Nieheim. De plaatselijke Nieheimer Käse kreeg in 2010 het statuut van beschermde geografische aanduiding (BGA). Mede door de kaas bevindt zich in Nieheim ook het Westfalen Culinarium, waar naast de kaas ook verschillende soorten bier te bekijken en te proeven zijn.

## Sport
In Nieheim is één voetbalclub gevestigd, genaamd 1. FC Nieheim. Deze club ligt midden in het centrum, en is tevens een satellietclub van de profclub SC Paderborn. Nieheim bezit ook een tennisclub.

## Plaatsen in de gemeente Nieheim
- Entrup
- Erwitzen
- Eversen
- Himmighausen
- Holzhausen
- Merlsheim
- Nieheim
- Oeynhausen
- Schönenberg
- Sommersell

## Geboren
- Wilhelm Hillebrand (1821-1886), arts en botanicus

## Afbeeldingen

Ortsteile van Nieheim
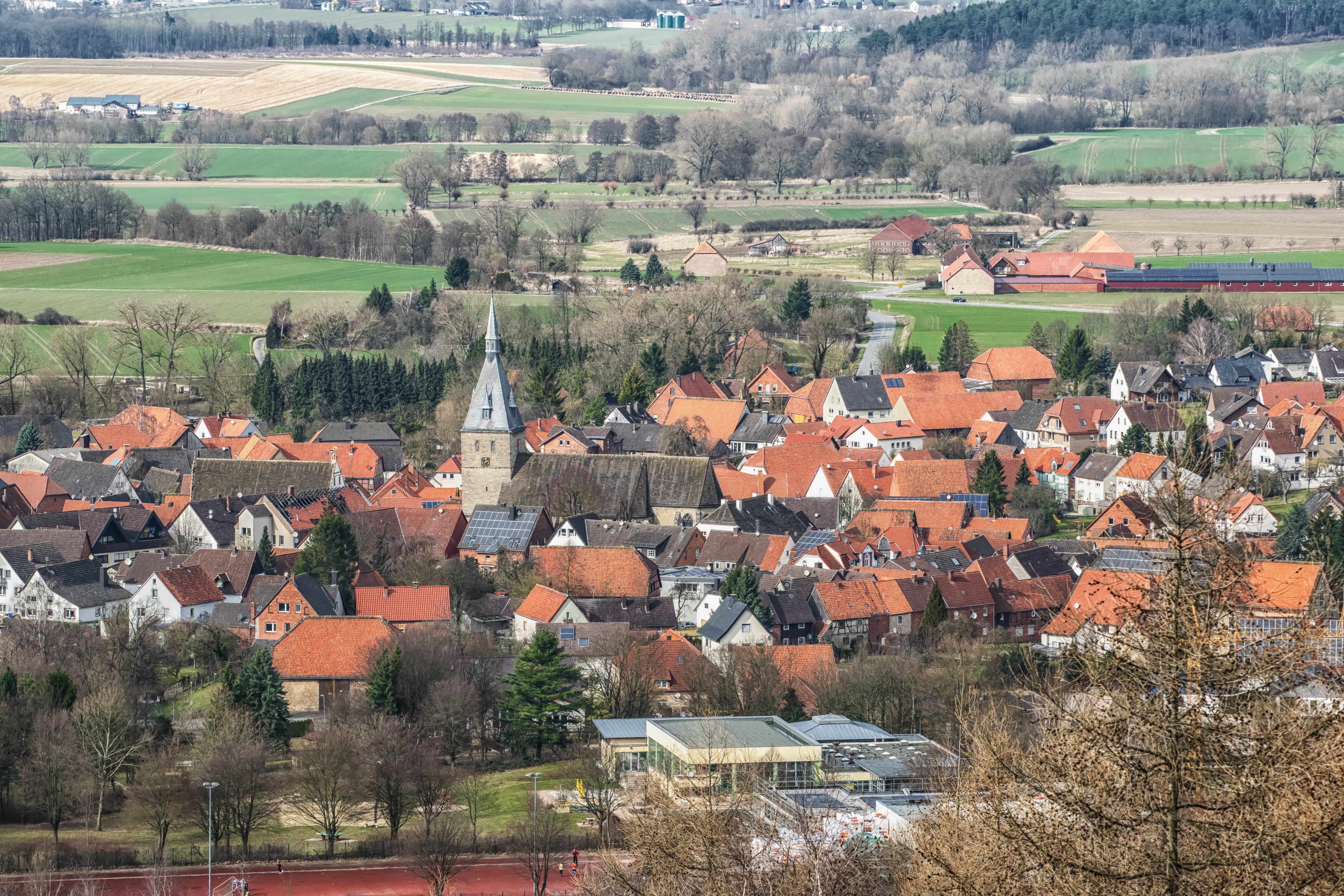
Gezicht op Nieheim
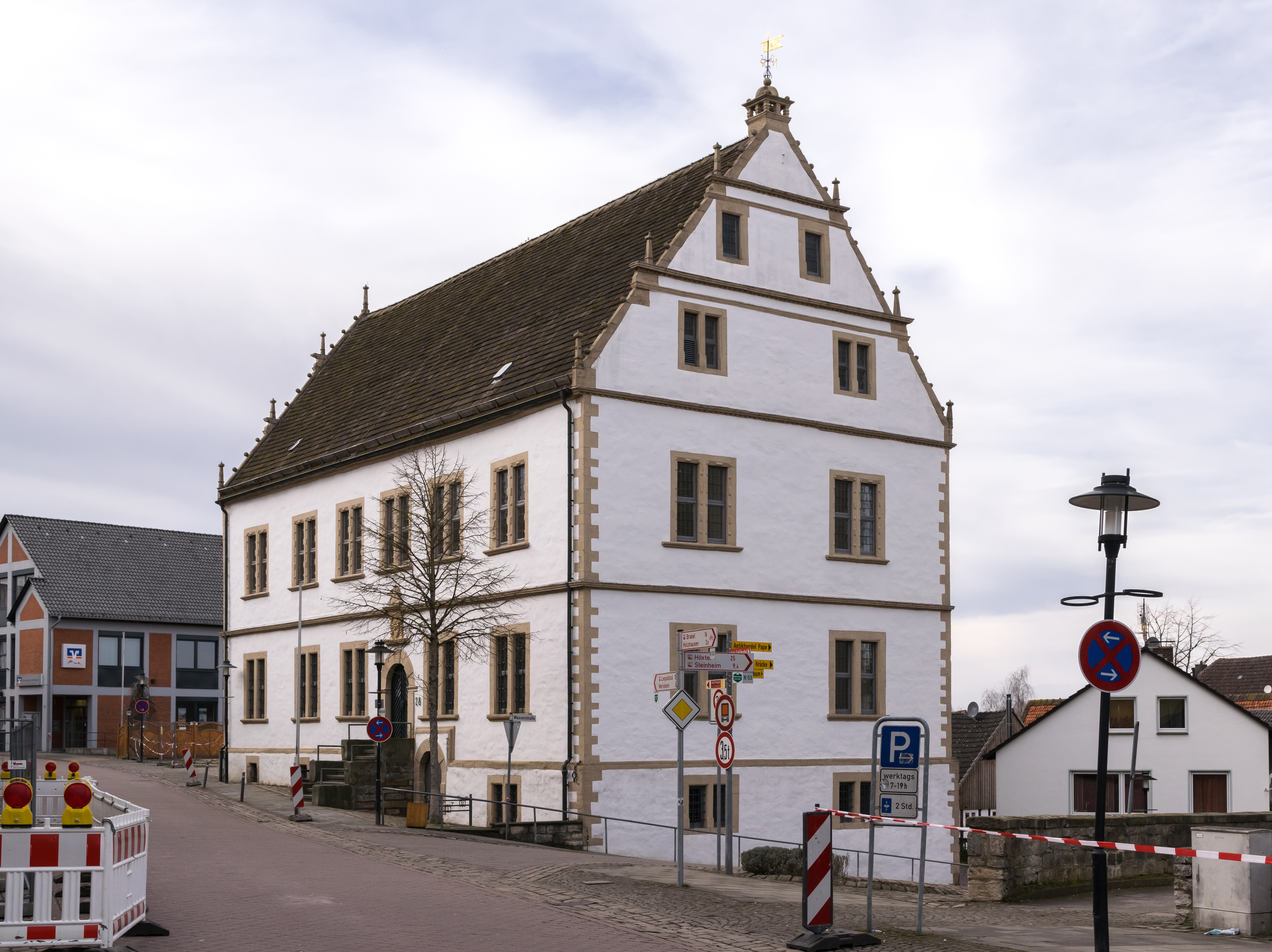
Gemeentehuis
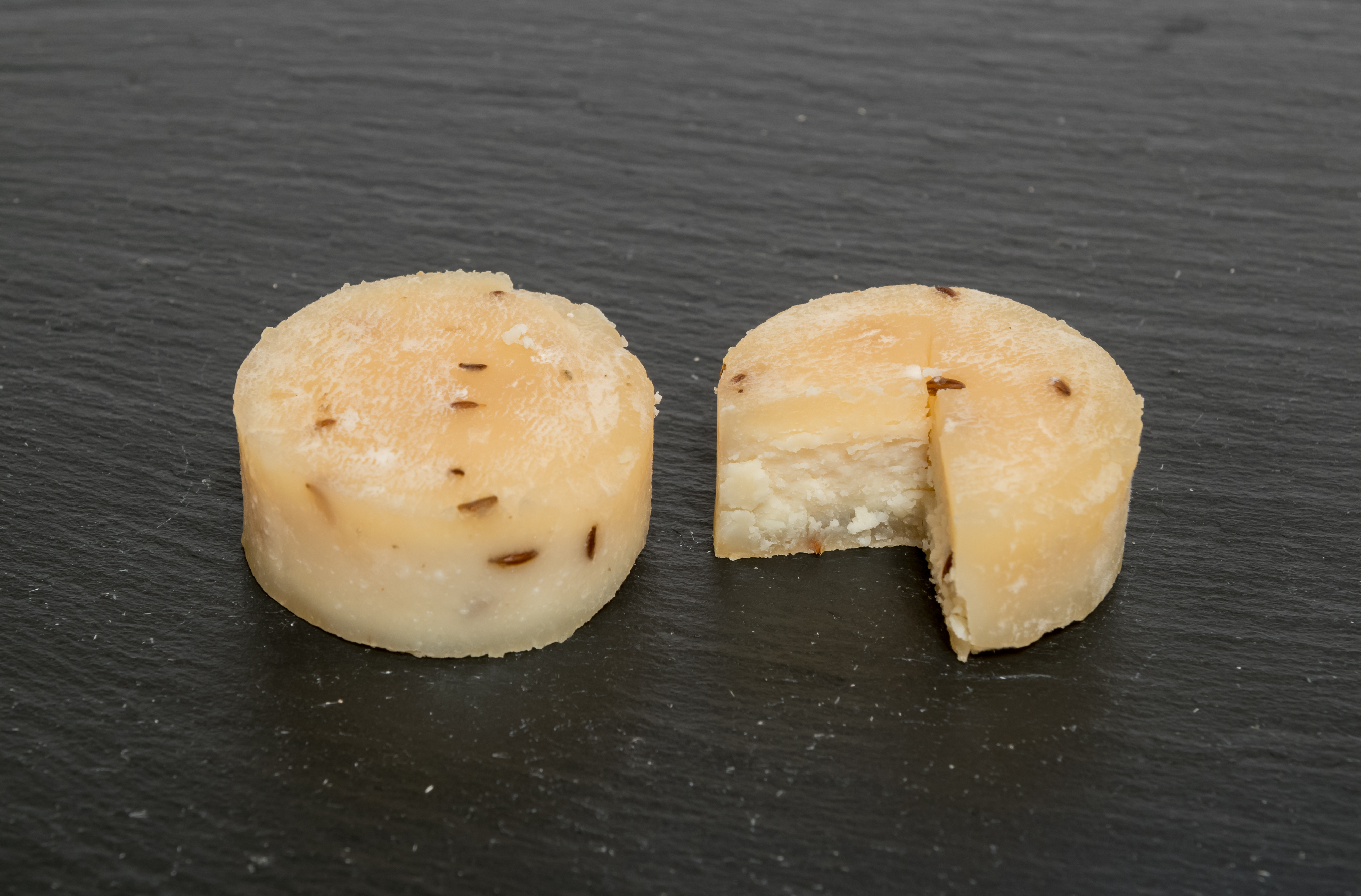
Nieheimer Käse

Bad Driburg · Beverungen · Borgentreich · Brakel · Höxter · Marienmünster · Nieheim · Steinheim · Warburg · Willebadessen